# Juan Francisco de la Bodega y Quadra
Juan Francisco de la Bodega y Quadra (Lima, Perú, batejat el 3 de juny de 1743 – Ciutat de Mèxic, Mèxic, 26 de març de 1794) va ser un oficial peruà de l'Armada espanyola. Navegant des del port de San Blas, a l'actual Mèxic, entre 1774 i 1788 explorà la costa de l'oceà Pacífic del nord-oest d'Amèrica i va arribar fins a Alaska.

## Carrera
El seu pare, Tomás, procedent de la noblesa de Castella la Vella a la província de Santander, amb aliances importants com els de la Colina, de la Llamosa i Rasines entre d'altres, s'havia casat amb una criolla, Francisca, de l'aristocràcia limenya i aviat se situà entre l'elit de Lima.
Després d'haver iniciat els seus estudis al Col·legi Major de San Martín de la Universitat Nacional Major de San Marcos de Lima, ingressà a l'Acadèmia Naval de Cadis als dinou anys on, després de quatre anys, obtingué el títol oficial. El 1771 fou ascendit a alferes de navili i el 1774 a tinent de navili.

### L'expedició de 1775
El 1775, sota el comandament del tinent Bruno de Heceta, realitzà una expedició a la costa nord-oest d'Amèrica que seguia una realitzada l'any anterior i que no havia aconseguit reivindicar la costa per Espanya. L'expedició estava formada per dos vaixells: el Santiago (alias Nueva Galicia) dirigit per Heceta i la goleta Sonora (alias Felicidad,) dirigida pel tinent Juan Francisco de la Bodega y Quadra. Un tercer vaixell, el San Carlos salpà amb ells, però es desvià de la ruta en començar la missió per tal d'explorar la badia de San Francisco i no els tornà a trobar per continuar junts l'expedició. Bodega obtingué el càrrec de segon oficial al Sonora tot i tenir millors qualificacions que la resta, però en no haver nascut a la Península patí els prejudicis típics de l'època entre la gent de la metròpoli i d'Amèrica. L'expedició tenia ordres d'explorar la costa i desembarcar, de manera que els nous territoris fossin reconeguts com a espanyols. També havien d'identificar els assentaments russos.
Els vaixells salparen de San Blas el 16 març de 1775, però diversos factors van retardar el progrés de l'expedició, entre ells les malalties, és especial l'escorbut, les tempestes i l'escassa capacitat de navegació de la Sonora, entre d'altres. El 14 de juliol de 1775 van arribar la rodalia de Point Grenville i Destruction Island, a l'actual estat de Washington. Mentre buscaven un lloc segur per ancorar els vaixells, Bodega y Quadra passà per damunt del que actualment es coneix com a esculls Sonora. Immediatament s'adonà de l'error i ordenà al Santiago no seguir, però la Sonora quedà atrapada en aquell indret. Mentrestant el Santiago quedà ancorat pocs quilòmetres al sud, a Grenville Bay. La Sonora va atreure l'atenció dels quinault, molts dels quals visitaren la goleta per comerciar-hi. L'endemà un grup armat des del Santiago va baixar a terra per dur a terme una cerimònia de possessió, la qual fou observada per alguns quinault. Poc després foren enviats sis mariners a terra per recollir aigua i llenya, quan un nombrós grup de quinaults els atacaren i mataren sense que Bodega y Quadra i els seus homes ho poguessin evitar. Aprofitant la marea alta va intentar escapolir-se de l'embarrancada, però el progrés fou lent, ja que el vent era escàs i la tripulació s'havia vist reduïda significativament. Tot i un intent d'abordatge per part dels indígenes, aquest foren repel·lits per les armes. Bodega y Quadra volgué venjar els mariners morts, però Heceta li recordà que tenien ordres d'emprar la força sols en defensa pròpia.
Afectat per aquest desastre Heceta va decidir tornar a Nova Espanya però Bodega y Quadra es va negar a seguir-lo sense haver completat la missió principal, que era la localització dels assentaments russos. Bodega y Quadra continuà cap al nord a bord de la Sonora i va arribar fins a les proximitats de l'actual Sitka, arribant a 59º de latitud nord el 15 d'agost de 1775. En no trobar cap assentament rus va decidir tornar cap al sud. En tornar es va assegurar de fer terra alguna vegada per tal de reclamar la costa per Espanya. Aquesta expedició va deixar clar als espanyols que la colonització russa no tenia una gran presència a la costa americana del Pacífic, alhora que servia perquè Bodega y Quadra fes el primer mapa de la costa est d'Amèrica del Nord amb força precisió.

### L'expedició de 1779
L'11 de febrer de 1779 les fragates Princesa i Favorita, sota el comandament del tinent Ignacio de Arteaga i amb el tinent Bodega y Quadra com a segon, salparen novament de San Blas. La seva missió era explorar la costa nord-oest d'Amèrica i no interferir amb els navegants anglesos que se suposa trobarien a la zona. Van cartografiar cada badia i cala a la recerca del pas del Nord-oest arribant fins als 58° 30′ nord abans de tornar enrere fruit del mal temps. Amb aquest viatge es completava el procés de reclamació de la zona nord-oest del Pacífic per part d'Espanya.
L'expedició va ancorar a Port Etches, prop de Prince William Sound. Al port se li va donar el nom de «Puerto de Santiago» el 23 de juliol de 1779 en record al patró d'Espanya. Mentre els espanyols estaven ancorats a Port Etches van realitzar una cerimònia de possessió formal, desembarcant en processó, fent salves amb els canons i mosquets i cantant el Te Deum. Puerto de Santiago va ser la base de la reivindicació de la sobirania d'Espanya al Pacífic nord fins als 61° 17′ N.
El 1780 Bodega y Quadra fou ascendit a capità de fragata en reconeixement dels seus mèrits durant el viatge de 1779.
Bodega y Quadra tornà al Perú i passà uns anys entre L'Havana i la península, en els quals no se li encarregà cap missió d'importància. El 15 de novembre de 1786 fou ascendit a capità de navili i poc després, el 8 d'abril de 1788, fou nomenat cavaller de l'Orde de Santiago.

### Tercera convenció de Nootka, 1792
El 1789 se li ordenà tornar a comandar el departament mexicà de San Blas, cosa que aprofità per enviar noves expedicions cap a la costa nord-oest d'Amèrica. El 1791 fou nomenat comissari espanyol per negociar i administrar l'aplicació de les Convencions de Nootka i solucionar la crisi de Nootka. Així, l'agost de 1792 es reuní a l'illa de Nootka amb el capità George Vancouver, però tot i que ambdós mantingueren bones relacions, foren incapaços d'arribar a un acord sobre els detalls coberts al tractat. Bodega y Quadra estava en contra de les directrius arribades des d'Espanya, avalades per l'escàs valor estratègic de la zona, que li indicaven que havia de cedir l'illa, ja que ell defensava que la presència espanyola era anterior i que els informes del capità John Meares eren exagerats. Després de llargues negociacions ambdós estigueren d'acord en enviar els punts en desacord als seus governs. Finalment, l'11 de gener de 1794 Espanya i el Regne Unit firmaren la tercera convenció de Nootka, per la qual Espanya accedia a abandonar la regió.

### Mort
Després de patir de mals de cap crònics durant anys, l'abril de 1793 Bodega y Quadra sol·licità una baixa temporal de les seves funcions per tal de recuperar la salut. Se li va concedir i va deixar a San Blas per anar a Guadalajara i Ciutat de Mèxic. En aquesta darrera ciutat va morir el 26 de març de 1794, a l'edat de 49 anys.